# Dominic Cooper
Dominic Cooper, född 2 juni 1978 i Greenwich, London, är en brittisk skådespelare. Han har bland annat medverkat i filmen Mamma Mia! från 2008.
Cooper hade ett förhållande med skådespelaren Ruth Negga 2011–2018. Sedan 2018 är han i en relation med skådespelaren Gemma Chan.

## Filmografi
- 2001: Anazapta – Clerk
- 2001: Gentlemannatjuven – Merrifield
- 2001: From Hell – konstapel
- 2001: Band of Brothers (TV-serie) – Allington
- 2003: I'll Be There – Pojkvän
- 2003: Sparkling Cyanide (TV-serie) – Andy Hoffman
- 2004: Down to Earth – Dany Wood
- 2005: Breakfast on Pluto – Squaddie
- 2006: Starter for 10 – Spencer
- 2006: The History Boys – Dakin
- 2008: The Duchess – Charles Grey
- 2008: Mamma Mia! – Sky
- 2008: The Escapist – James Lacey
- 2008: God on Trial (TV-serie) – Moche
- 2008: Förnuft och känsla (TV-serie) – Mr. Willoughby
- 2009: Brief Interviews with Hideous Men – Daniel/Subject #46
- 2009: Freefall – Dave Matthews
- 2009: An Education – Danny
- 2010: Tamara Drewe – Ben
- 2010: The Devil's Double – Latif Yahia/Uday Hussein
- 2011: Sammys äventyr – Sammy (röst)
- 2011: Captain America: The First Avenger – Howard Stark
- 2011: My Week with Marilyn – Milton Greene
- 2012: Abraham Lincoln: Vampire Hunter – Henry Sturges
- 2013: Dead Man Down – D'arcy
- 2013: Summer in February – AJ Munnings
- 2013: Marvel One-Shot: Agent Carter (kortfilm) – Howard Stark
- 2014: Fleming (TV-serie) – Ian Fleming
- 2014: Reasonable Doubt – Mitch Brockden
- 2014: Need for Speed – Dino
- 2014: Captain America: The Winter Soldier – Howard Stark (fotografi)
- 2014: Dracula Untold – Mehmet II
- 2015: Miss You Already – Kit
- 2015–2016: Agent Carter (TV-serie) – Howard Stark
- 2016–2019: Preacher (TV-serie) – Jesse Custer
- 2016: Warcraft: The Beginning – King Llane
- 2018: Mamma Mia! Here We Go Again – Sky
- 2020: Spy City – Fielding Scott
- 2021: What If...? – Howard Stark (röst)